# Rivière Nouvelle

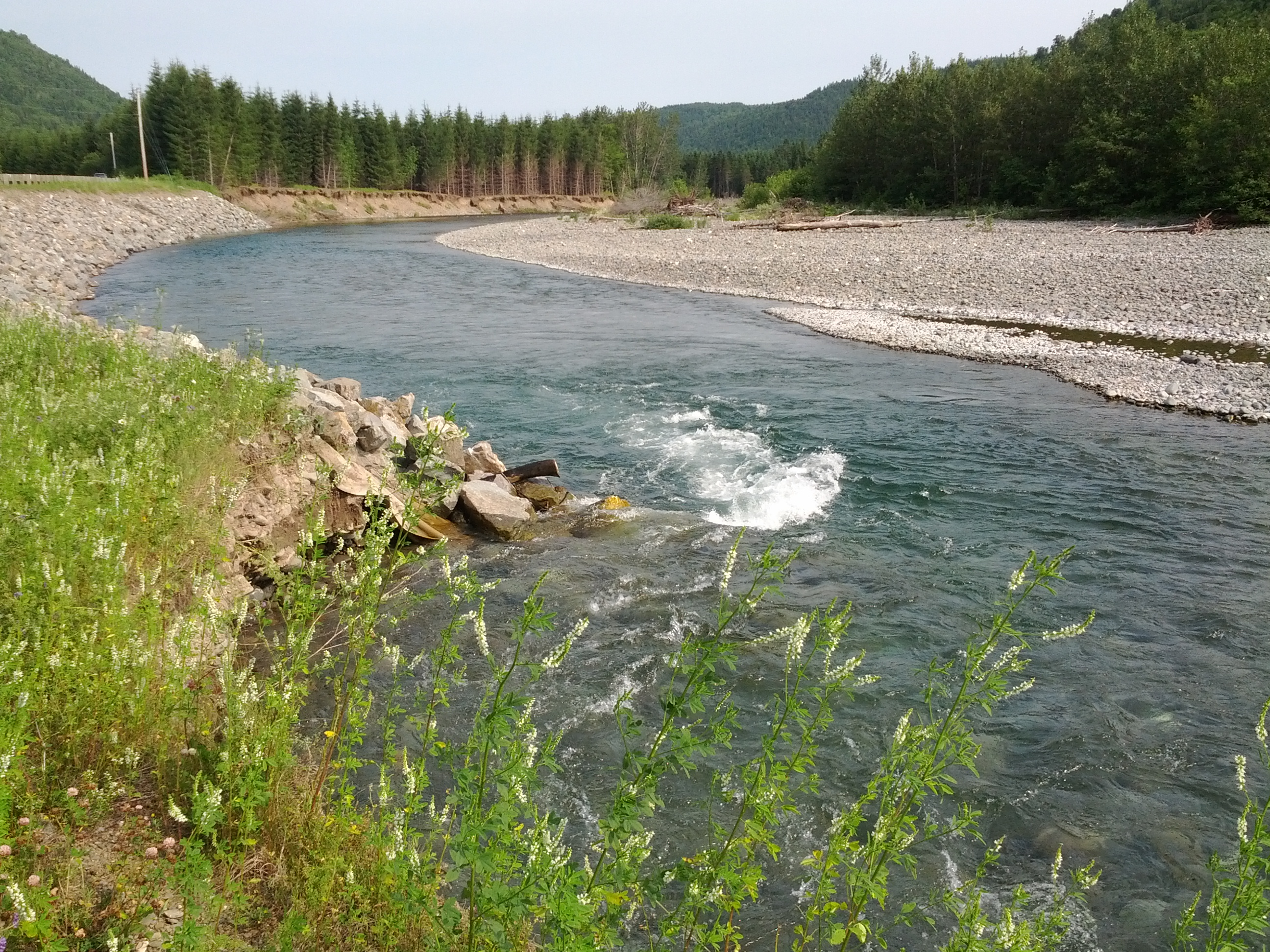
Rivière Nouvelle (2012)

Der Rivière Nouvelle ist ein Zufluss der Baie des Chaleurs im Süden der Gaspésie-Halbinsel in der kanadischen Provinz Québec.

## Flusslauf
Der Rivière Nouvelle entspringt in den Monts Notre-Dame im Süden des Réserve faunique de Dunière. Er fließt anfangs in östlicher später in überwiegend südsüdöstlicher Richtung durch die MRC Avignon. Der Petite rivière Nouvelle trifft rechtsseitig auf den Fluss. Der Rivière Nouvelle passiert die Gemeinde Nouvelle und mündet schließlich in die Baie des Chaleurs, einer Bucht des Sankt-Lorenz-Golfs. Der Rivière Nouvelle hat eine Länge von 76 km. Er entwässert ein Areal von 1197 km². Der mittlere Abfluss beträgt 27 m³/s.

## Flussfauna
Im Rivière Nouvelle werden Meerforelle und Atlantischer Lachs gefangen.